# Синагога Військового форштадта
Синагога Військового форштадта — юдейська синагога в Херсоні. Не збереглася.

## Історія
Містилася на Військовому форштадті на вулиці Базарній (нині — вул. Перекопська, 66). Відвідуваність на початку XX століття — 250 чоловік.
Згідно з актом № 20 від 8 травня 1922 року, з власності синагоги вилучено цінностей: корона (3 фунти 76 золотників); 2 прикраси Тори (2 фунти 46 золотників), 2 прикраси Тори (78 золотників), 4 підсвічники (4 фунти 78 золотників). Були залишені у тимчасове користування: указка (17 золотників) та прикраса Тори (88 золотників). Усього до 23 травня 1922 року в синагоги Військового форштадта було вилучено цінностей на суму 13 фунтів 82 золотника (5 кг 673 г).
У теперішній час на місці синагоги знаходиться одноповерховий будинок, який займає комерційна фірма.